# Plukenetia verrucosa
Plukenetia verrucosa är en törelväxtart som beskrevs av James Edward Smith. Plukenetia verrucosa ingår i släktet Plukenetia och familjen törelväxter. Inga underarter finns listade i Catalogue of Life.